# Outeiro de Rei (ort)
Outeiro de Rei är en ort i Spanien.   Den ligger i provinsen Provincia de Lugo och regionen Galicien, i den nordvästra delen av landet, 400 km nordväst om huvudstaden Madrid. Outeiro de Rei ligger 413 meter över havet och antalet invånare är 5 001.
Terrängen runt Outeiro de Rei är platt åt nordost, men åt sydväst är den kuperad. Runt Outeiro de Rei är det ganska tätbefolkat, med 207 invånare per kvadratkilometer. Närmaste större samhälle är Lugo, 11,3 km söder om Outeiro de Rei. Omgivningarna runt Outeiro de Rei är en mosaik av jordbruksmark och naturlig växtlighet.